# گئورگیس فلوروفسکی
گئورگیس فلوروفسکی (انگلیسی: Georges Florovsky؛ ۲۸ اوت ۱۸۹۳ – ۱۱ اوت ۱۹۷۹) متخصص الهیات کلیسای ارتدکس شرقی، استاد دانشگاه و فیلسوف اهل امپراتوری روسیه بود.